# Hohe Warte (Engelskirchen)
Die Hohe Warte ist ein Hügel nahe Engelskirchen, Oberbergischer Kreis, Nordrhein-Westfalen, Deutschland. Er ist etwa 360 m hoch und liegt ca. 3 km östlich von Engelskirchen und ungefähr 1 km südlich des Ortsteiles Ründeroth. Auf seiner Spitze steht ein Aussichtsturm, den der Verschönerungsverein von Engelskirchen gebaut hat und von dem man bei guter Witterung bis zum etwa 35 km entfernten Kölner Dom sehen kann. Direkt neben dem Aussichtsturm steht der Sendeturm Engelskirchen, ein Mobilfunk- und UKW-Sender und Fernseh-Umsetzer. Außerdem befindet sich dort ein Wasserbehälter der Feuerwehr.